# Квантришвили, Георгий Архипович
Георгий Архипович Квантришвили (1911 год, село Алаверди, Шорапанский уезд, Кутаисская губерния, Российская империя — неизвестно, село Алаверди, Зестафонский район, Грузинская ССР) — бригадир колхоза имени Микояна Зестафонского района, Грузинская ССР. Герой Социалистического Труда (1949).

## Биография
Родился в 1911 году в крестьянской семье в селе Алаверди Шорапанского уезда. С раннего возраста трудился в сельском хозяйстве. В послевоенное время — бригадир виноградарей колхоза имени Микояна (позднее - колхоз села Алаверди) Зестфанского района.
В 1948 году бригада под его руководством собрала в среднем с каждого гектара по 75,6 центнеров винограда шампанских вин на площади 10 гектаров. Указом Президиума Верховного Совета СССР от 9 августа 1949 года удостоен звания Героя Социалистического Труда за «получение высоких урожаев винограда в 1948 году» с вручением ордена Ленина и золотой медали «Серп и Молот» (№ 4364).
Этим же Указом званием Героя Социалистического Труда были также награждены труженики колхоза имени Микояна Зестафонского района Илья Захариевич Гачечиладзе, Ведий Георгиевич Квантришвили, Григорий Гедеонович Квантришвили, Николай Афрасионович Квантришвили, Пётр Леванович Квантришвили, Карл Синоевич Сирадзе и Евгений Ермолаевич Чанкветадзе.
После выхода на пенсию проживал в родном селе Алаверди Зестафонского района. С 1968 года — персональный пенсионер союзного значения. Дата смерти не установлена.